# White Trash, Two Heebs and a Bean
(NOFX - I wanna be your baby - White Trash, Two Heebs and a Bean)
White Trash, Two Heebs and a Bean è il quarto album pubblicato dalla band punk americana NOFX, nel 1992.
Si tratta del primo album studio di El Hefe.

## Tracce
1. Soul Doubt – 2:46
2. Stickin' in My Eye – 2:24
3. Bob – 2:02
4. You're Bleeding – 2:12
5. Straight Edge – 2:11
6. Liza and Louise – 2:22
7. The Bag – 2:46
8. Please Play This Song on the Radio – 2:16
9. Warm – 3:30
10. I Wanna Be Your Baby – 2:56
11. Johnny Appleseed – 2:37
12. She's Gone – 2:56
13. Buggley Eyes – 1:21

## Formazione
- Fat Mike - basso e voce
- El Hefe - chitarra, tromba e voce
- Eric Melvin - chitarra e voce
- Erik Sandin - batteria